# Mičovice

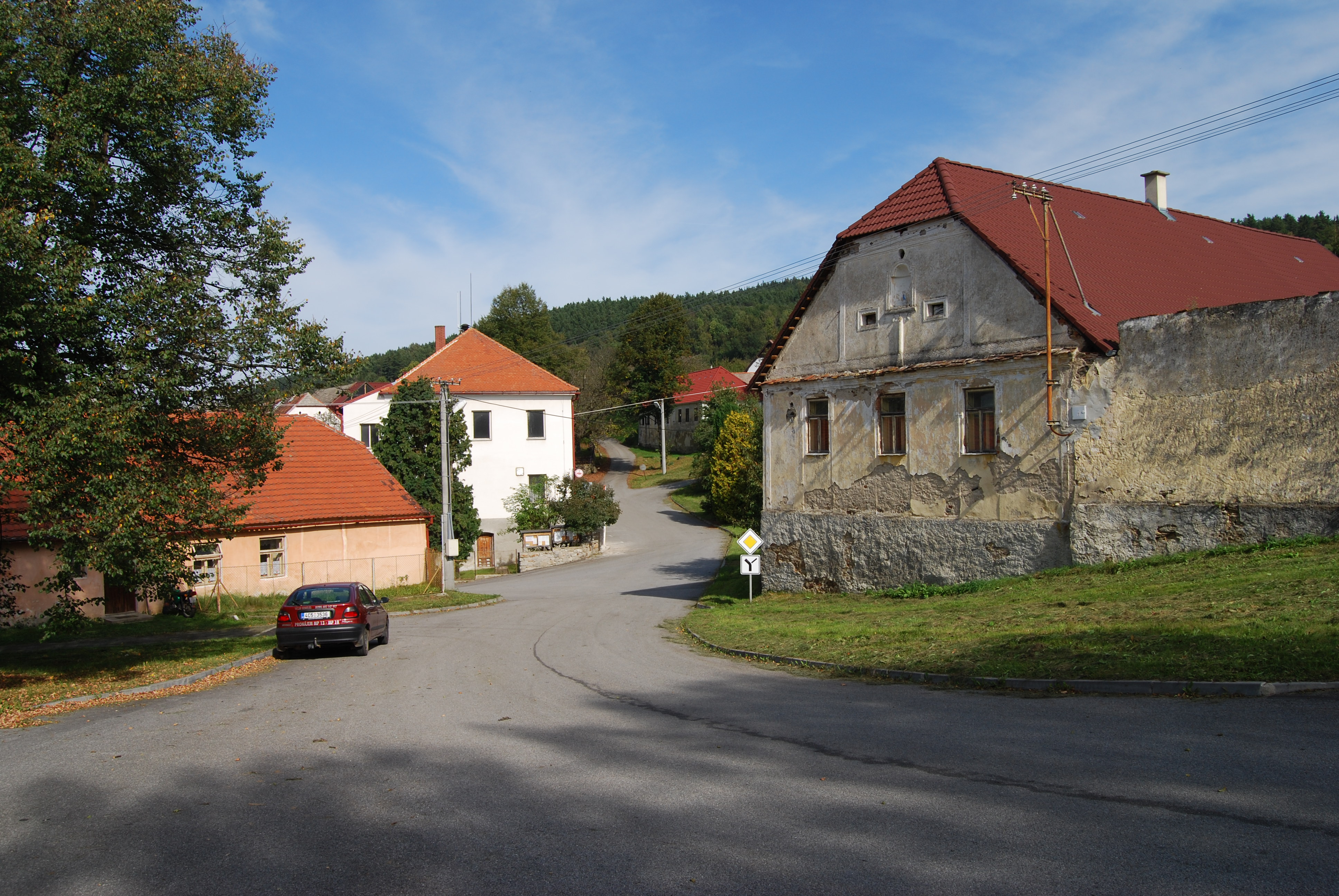
Mičovice

Mičovice (deutsch Mitschowitz) ist eine Gemeinde in Tschechien. Sie liegt 13 Kilometer südöstlich von Prachatice und gehört zum Okres Prachatice.

## Geographie

### Lage
Mičovice befindet sich im Tal der Melhutka in den östlichen Ausläufern des Böhmerwaldes. Nordöstlich erhebt sich der Stráže (742 m), im Nordwesten der Zelený vrch (805 m) und im Südwesten der Klenovec (839 m).
Nachbarorte sind Ratiborova Lhota und Třebanice im Norden, Lhenice im Nordosten, Vodice im Osten, Vadkov und Borovka im Südosten, Jáma im Süden, Chroboly im Südwesten sowie Klenovice im Westen.

### Gemeindegliederung
Die Gemeinde Mičovice besteht aus den Ortsteilen Frantoly (Frauenthal), Jáma (Grub), Klenovice (Klenowitz), Mičovice (Mitschowitz) und Ratiborova Lhota (Mehlhütten), die zugleich auch Katastralbezirke bilden. Zu Mičovice gehören zudem die Wohnplätze Borovka, Klenovická myslivna, U Movčáků, U Pumpařů und Žlin (Schönhof) sowie die Wüstung Maloniny (Pleschen).

### Nachbargemeinden
| Nebahovy |                                             |         |
|          | Kompassrose, die auf Nachbargemeinden zeigt | Lhenice |
| Chroboly |                                             |         |

## Geschichte
Mičovice wurde in der ersten Hälfte des 14. Jahrhunderts auf dem Besitz des Klosters Sancta Corona gegründet. Erstmals urkundlich erwähnt wurde das Dorf im Jahre 1400. Die Bewohner des Ortes lebten von der Landwirtschaft, der Forstarbeit oder betätigten sich handwerklich. Die Ortsteile Frantoly und Klenovice waren von Deutschen besiedelt. Im Dreißigjährigen Krieg wurde Mičovice geplündert und stark in Mitleidenschaft gezogen. 1886 entstand die Dorfschule, sie wurde 1985 geschlossen. Die Gemeinde wurde infolge des Münchner Abkommens von den Deutschen besetzt, ehe alle Ortsteile, mit Ausnahme von Frantoly und Klenovice, wieder an die Tschechen zurückgegeben wurden. Die Grenze zwischen dem Deutschen Reich und Tschechien verlief zeitweise durch die Ortschaft, ehe nach der Zerschlagung der Rest-Tschechei auch die restliche Gemeinde an die Deutschen fiel. Anfang Mai 1945, kurz vor Ende des Zweiten Weltkriegs, erreichte die US-Armee die Ortschaft. Am 7. Mai, kurz vor Mitternacht, leisteten sich Soldaten der B Company, 387th Infantry Regiment der 97. US-Infanteriedivision noch ein Feuergefecht mit Soldaten der Wehrmacht in einem Waldstück bei Klenovice. Die US-Truppen wurden nach dem Kriegsende in den Dorfschulen von Mičovice und Frantoly untergebracht, ehe sie das Gebiet räumten und an die Rote Armee übergaben. Als Folge der Beneš-Dekrete wurden die deutschen Einwohner der Gemeinde vertrieben; an ihre Stelle rückten zugezogenen Tschechen, Slowaken und Rumänen.
Am 28. Juni 2007 erhielt die Gemeinde vom Parlament das Gemeindewappen bestätigt.

## Sehenswürdigkeiten
- Kirche des Hl. Philippus und Jakobus in Frantoly; das im 14. Jahrhundert errichtete Gotteshaus brannte 1754 aus und erhielt seine heutige Gestalt beim Wiederaufbau im Jahr 1756
- Kapelle der Jungfrau Maria in Mičovice, erbaut 1886
- Kapelle des Hl. Jakobus in Jáma
- Statue des Hl. Johannes von Nepomuk in Mičovice
- steinerne Brücke in Frantoly, technisches Denkmal
- Gehöfte im böhmischen Bauernbarock im Bergdorf Klenovice